# Lederdorn
Lederdorn ist ein Gemeindeteil der Gemeinde Chamerau im oberpfälzischen Landkreis Cham. 

## Geographie
Das Kirchdorf Lederdorn liegt im Bayerischen Wald an der Staatsstraße 2132 zwischen Bad Kötzting und Chamerau.

## Geschichte
Kaiser Heinrich III. schenkte 1054 zwei Königshufen in Lederdorn an Hartwig, einen Vorfahren der Domvögte von Regensburg und Grafen von Bogen. Domvogt Friedrich IV. vermachte ca. 1147 ein Gut in Lederare an das Kloster Oberalteich. 1184 gehörten dem Kloster bereits vier Höfe in Lederdorn.
Am 27. Juli 1448 übergab Herzog Albrecht III. die Güter zu Lederdorn an die Brüder Albrecht, Haimram und Heinrich Nothafft. 1483 fiel Lederdorn durch Heirat mit der Witwe Amalie des Martin von Sattelbogen zu Lichteneck, einer geborenen Nothafft, an Wilhelm Schönstainer. Ulrich der Chamerauer kaufte dessen Besitzungen Lederdorn und Ried 1486, doch 1510 ist Lederdorn als Hofmark in der Hand von Albrecht und Georg Nothafft beglaubigt. 1549 ging sie an die Eyb über.
Lederdorn gehörte zum Landgericht Kötzting. Dessen Hofmarkenverzeichnis von 1558 erwähnt es als Hofmark. 1629 kaufte sie Hans Albrecht Nothafft von seinem Stiefsohn Hans Ludwig von Eyb. 1821 wurde den Nothafft die Errichtung eines Patrimonialgerichtes zu Runding gestattet, dem auch die ehemalige Hofmark Lederdorn als patrimonialgerichtische Gemeinde angegliedert wurde. 1829 gelangte die Gerichtsbarkeit durch Verkauf der Nothafftschen Güter an den Staat.
Seit 1864 stand in Lederdorn eine Dorfkapelle. 1913 gründeten die Lederdorner einen Kirchenbauverein mit dem Ziel, eine eigene Kirche zu errichten, doch der Erste Weltkrieg verhinderte das Vorhaben. Erst ab 1950 griff man diese Pläne wieder auf. Zunächst wurde der Pfarrhof erbaut, ein Jahr später, am 6. Juli 1952, erfolgte die Grundsteinlegung der Kirche. 1954 wurde die Filialkirche Maria Königin benediziert und ein Jahr später durch Weihbischof Josef Hiltl feierlich konsekriert.
Am 1. Juli 1976 wurde die Gemeinde Lederdorn aufgelöst und nach Chamerau eingemeindet.

## Vereine
Örtliche Vereine sind die Freiwillige Feuerwehr Lederdorn, der FC Lederdorn e.V., die Bergschützen Lederdorn, die KuRK Lederdorn, der SKK Lederdorn und die 60er-Freunde Lederdorn.